# Темплат
Темплат (англ. template) —
- 1. Молекула або великий за розміром атом, структура яких є шаблоном для синтезу комплементарної молекули.
- 2. У біохімії — нитка нуклеїнової кислоти, яка копіюється при реплікації чи транскрипції, тобто це макромолекула, яка є зразком при синтезі іншої інформаційної макромолекули.